# Nitril
Nitril je organsko jedinjenje koje ima -≡ funkcionalnu grupu. Prefiks cijano- se naizmenično koristi sa terminom nitril u industrijskoj literaturi. Nitrili su prisutni u mnogim korisnim jedinjenjima, uključujući metil cijanoakrilat, koji se koristi u super lepku, i nitrilna butadienska guma, polimer koji sadrži nitril i koristi se umesto lateksa u laboratorijama, kao i u medicinskim rukavicama. Organska jedinjenja koja sadrže višestruke nitrilne grupe su poznata kao cijanougljenici.
Neorganska jedinjenja koja sadrže -C≡N grupu se ne zovu nitrili, nego cijanidi. Mada se nitrili i cijanidi mogu izvesti iz cijanidnih soli, većina nitrila je znatno manje toksična.

## Spoljašnje veze
- IUPAC. „nitrile”. Kompendijum hemijske terminologije (Internet izdanje).
- IUPAC. „cyanide”. Kompendijum hemijske terminologije (Internet izdanje).